# 初代和泉守国貞
初代 和泉守 国貞（しょだい いずみのかみ くにさだ）は江戸時代の摂津国の刀工。
井上真改の父であるところから一般的に親国貞と言われる。
元和五年和泉守受領。河内守国助とともに大坂新刀の礎を築く。
作域は広く、様々な乱れ刃を焼き、また鍛えもよく上手である。重要美術品の刀がある。